# Ozarba nigroviridis
Ozarba nigroviridis is een vlinder van de familie van de uilen (Noctuidae). De wetenschappelijke naam van deze soort is voor het eerst voorgesteld als Metachrostis nigroviridis door George Francis Hampson in een publicatie uit 1902.
De soort komt voor in Eritrea, Ethiopië, Tanzania, Zambia, Malawi, Mozambique, Namibië, Botswana, Zimbabwe en Zuid-Afrika.